# Polydactylus plebeius
Polydactylus plebeius is een straalvinnige vissensoort uit de familie van draadvinnigen (Polynemidae). De wetenschappelijke naam van de soort is voor het eerst geldig gepubliceerd in 1782 door Broussonet.